# Laphria leucocephala
Laphria leucocephala là một loài ruồi trong họ Asilidae. Laphria leucocephala được Meigen miêu tả năm 1804. Loài này phân bố ở vùng Cổ Bắc giới.